# 페트라 블호바
페트라 블호바(슬로바키아어: Petra Vlhová, 1995년 6월 14일~)는 슬로바키아의 알파인 스키 선수로 슬로바키아 알파인 스키 역사상 최고의 선수이자 최초로 국제적인 명성을 얻은 선수이다. 2012년 동계 청소년 올림픽에서 금메달을 획득하면서 유망주로 꼽혔고 2022년 동계 올림픽 회전 부문 금메달을 획득하고 세계 선수권 대회 금메달, 알파인 스키 월드컵 종합 우승을 차지한 최초의 슬로바키아 선수가 되었다.